# Wiedenmeyeria falconensis
Wiedenmeyeria falconensis là một loài nhện trong họ Ctenidae.
Loài này thuộc chi Wiedenmeyeria. Wiedenmeyeria falconensis được Ehrenfried Schenkel-Haas miêu tả năm 1953.